# Monastère Saint-Saturnin de Tabérnolas
Le monastère Saint-Saturnin de Tabérnolas (en espagnol Sant Saturnino de Tavérnolas ou Tavérnolas, en catalan Sant Sadurní ou Sant Serni de Tavèrnoles) est un monastère roman situé dans la commune de Les Valls de Valira (comarque de l'Alt Urgell, province de Lérida, Catalogne). 

## Histoire
Le monastère pourrait être une fondation épiscopale de l'époque wisigothique ; l'évêque d'Urgell était parfois abbé de Saint-Saturnin. Néanmoins, ses origines ne sont pas clairement établies, dans la mesure où il est certain qu'après la réforme bénédictine, survenue vers l'an 800, les moines ont produit de faux documents afin d'obtenir des bénéfices, notamment une bulle soi-disant émise par le pape Léon III. 
Félix d'Urgell y a étudié, est devenu abbé du monastère en 776, puis évêque d'Urgell en 782, charges qu'il a conservées jusqu'à sa déposition en 799 pour hérésie (le félicianisme, considéré comme une variante de l'adoptianisme, et condamné lors du concile de Francfort, en 794). 
En 815, le monastère reçoit des donations de la part du comte d'Urgell et de Cerdagne. Les moines de Saint-Saturnin fondent le monastère Saint-Sauveur de la Vedella vers 830. En 1019, le monastère Saint-Laurent de Morunys passe sous la tutelle de Tabérnolas, l'évêque Armengol d'Urgell nommant le même abbé pour les deux monastères. À son apogée au XIe siècle, les possessions de Saint-Saturnin s'étendent de la comarque de Berguedà à l'Andorre, en passant par le Pallars et la Cerdagne ; le monastère possède également des terres en Castille et en Aragon. 
Une nouvelle église est consacrée en 1040 par les évêques Eribau d'Urgell et Arnulf de Roda. Elle est consacrée à la Vierge, à saint Michel et à saint Saturnin. L'abbé de l'époque est Guillem ; parmi les personnalités qui assistent à la consécration : le comte d'Urgell, les archevêques de Narbonne et d'Arles, les évêques d'Elne, Gérone et Toulouse. 
En 1099, le pape Urbain II concède au monastère une bulle d'immunité. Saint-Saturnin décline à partir de la fin du XIIIe siècle. Le dernier abbé (commendataire) et le moine Onofre Ferrer, mort en 1584. Le monastère reste actif sans abbé, avec deux à quatre moines, avant d'être sécularisé par le pape Clément VIII en 1592. Les rentes du monastère sont attribuées au séminaire de la Seu d'Urgell, tandis que l'abbaye devient un vicariat perpétuel.

## Architecture
De la première phase de construction du monastère ne subsiste que le chevet de l'église (restauré au cours des années 1970), avec son abside orientée vers l'ouest, qui s'ouvre sur trois absidioles, ainsi qu'une partie du transept, et la base d'une tour campanaire. Il ne subsiste rien du cloître, qui était très semblable à celui de la cathédrale Sainte-Marie d'Urgell.
Quelques chapiteaux, vendus à des collectionneurs, se trouvent aujourd'hui à Barcelone et en Amérique du Nord. Le baldaquin, un devant d'autel et deux panneaux latéraux d'autel du XIIe siècle, sur lesquels sont représentés de saints évêques, sont conservés au Musée national d'art de Catalogne. Une partie des archives du monastère, notamment le cartulaire, se trouvent à la cathédrale d'Urgell.